# Episodi di NCIS: New Orleans (quarta stagione)
La quarta stagione della serie televisiva NCIS: New Orleans, composta da 24 episodi, è stata trasmessa in prima visione assoluta negli Stati Uniti d'America sul canale CBS dal 26 settembre 2017 al 15 maggio 2018.
In Italia la stagione va in onda su Rai 2 dal 17 febbraio 2018 al 7 giugno 2020. Il 24 marzo vengono trasmessi eccezionalmente due episodi, mentre il 19 maggio si conclude la messa in onda della prima parte della stagione (episodi nº 1-15). La seconda (episodi nº 16-20) viene trasmessa dal 6 ottobre al 3 novembre, mentre la terza (episodi nº 21-24) dal 31 maggio al 7 giugno 2020.
| nº | Titolo originale                  | Titolo italiano            | Prima TV USA      | Prima TV Italia  |
| -- | --------------------------------- | -------------------------- | ----------------- | ---------------- |
| 1  | Rogue Nation                      | Bersaglio mobile           | 26 settembre 2017 | 17 febbraio 2018 |
| 2  | #1 Fan                            | La fan numero uno          | 3 ottobre 2017    | 24 febbraio 2018 |
| 3  | The Asset                         | Mai dire mai               | 10 ottobre 2017   | 10 marzo 2018    |
| 4  | Dead Man Calling                  | Presenze                   | 17 ottobre 2017   | 3 marzo 2018     |
| 5  | Viral                             | La pistola invisibile      | 24 ottobre 2017   | 17 marzo 2018    |
| 6  | Acceptable Loss                   | Una perdita accettabile    | 31 ottobre 2017   | 24 marzo 2018    |
| 7  | The Accident                      | Impianto neurale           | 7 novembre 2017   | 24 marzo 2018    |
| 8  | Sins of the Father                | Le colpe dei padri         | 14 novembre 2017  | 31 marzo 2018    |
| 9  | Hard Knock Life                   | Ragazzi di strada          | 21 novembre 2017  | 7 aprile 2018    |
| 10 | Mirror, Mirror                    | Ultimo capitolo            | 12 dicembre 2017  | 14 aprile 2018   |
| 11 | Monster                           | Operazione Colossus        | 2 gennaio 2018    | 21 aprile 2018   |
| 12 | Identity Crisis                   | Sciacalli e dinosauri      | 9 gennaio 2018    | 28 aprile 2018   |
| 13 | Ties That Bind                    | Affari di famiglia         | 23 gennaio 2018   | 5 maggio 2018    |
| 14 | A New Dawn                        | Un nuovo giorno            | 6 febbraio 2018   | 12 maggio 2018   |
| 15 | The Last Mile                     | Una questione privata      | 27 febbraio 2018  | 19 maggio 2018   |
| 16 | Empathy                           | La parte buona             | 6 marzo 2018      | 6 ottobre 2018   |
| 17 | Treasure Hunt                     | Caccia al tesoro           | 13 marzo 2018     | 13 ottobre 2018  |
| 18 | Welcome to the Jungle             | Nella giungla              | 27 marzo 2018     | 20 ottobre 2018  |
| 19 | High Stakes                       | Doppio bluff               | 3 aprile 2018     | 27 ottobre 2018  |
| 20 | Powder Keg                        | Pregiudizi                 | 17 aprile 2018    | 3 novembre 2018  |
| 21 | Mind Games                        | Zone d'ombra               | 1º maggio 2018    | 31 maggio 2020   |
| 22 | The Assassination of Dwayne Pride | Uccidete Dwayne Pride      | 8 maggio 2018     | 31 maggio 2020   |
| 23 | Checkmate, Part I e II            | Scacco matto (1 e 2 parte) | 15 maggio 2018    | 7 giugno 2020    |
| 24 | Checkmate, Part I e II            | Scacco matto (1 e 2 parte) |                   | 7 giugno 2020    |

## Bersaglio mobile
- Titolo originale: Rogue Nation
- Diretto da: James Hayman
- Scritto da: Brad Kern

### Trama
Con Pride in congedo amministrativo a seguito della caduta del sindaco Hamilton, viene sostituito da Paula Boyd. Nel frattempo, il team NCIS indaga su un omicidio che coinvolge scorie nucleari radioattive rubate. Più tardi, scoprono presto che l'autore sta cercando di costruire una bomba sporca.
- Altri interpreti: Becky Ann Baker (Paula Boyd)

## La fan numero uno
- Titolo originale: #1 Fan
- Diretto da: Hart Bochner
- Scritto da: Zach Strauss

### Trama
Mentre fa i bagagli per un weekend di pesca padre-figlia, una donna misteriosa si presenta al quartier generale di Pride con informazioni su un serial killer che prende di mira donne nel Golfo del Messico. Le cose cambiano radicalmente quando la donna rapisce Pride per convincerlo ad ascoltarla.
- Altri interpreti: Dendrie Taylor (donna misteriosa)

## Mai dire mai
- Titolo originale: The Asset
- Diretto da: Tony Wharmby
- Scritto da: Christopher Silber

### Trama
Il team unisce le forze con il direttore dell'FBI Isler dopo la scomparsa di un agente russo con informazioni sugli agenti dormienti russi; Tammy collabora con l'ex agente dormiente Eva Azarova.
- Altri interpreti: Cassidy Freeman (Eva Azarova)

## Presenze
- Titolo originale: Dead Man Calling
- Diretto da: Michael Zinberg
- Scritto da: Greta Heinemann

### Trama
Pride e la sua squadra indagano sull'omicidio di un sottufficiale sulla scena di un caso di 150 anni prima. Nel frattempo, Gregorio rivela che ha paura dei fantasmi.

## La pistola invisibile
- Titolo originale: Viral
- Diretto da: LeVar Burton
- Scritto da: Chad Gomez Creasey

### Trama
Pride e la sua squadra aiutano Sebastian quando viene messo in congedo amministrativo dopo aver sparato a un uomo innocente durante un inseguimento.

## Una perdita accettabile
- Titolo originale: Acceptable Loss
- Diretto da: Mary Lou Belli
- Scritto da: Brooke Roberts

### Trama
La squadra indaga sull'omicidio di un sottufficiale che è stato ucciso in modo misterioso. Nel frattempo, il padre di LaSalle arriva a New Orleans per discutere della presa in carico della sua attività di famiglia.

## Impianto neurale
- Titolo originale: The Accident
- Diretto da: LeVar Burton
- Scritto da: Ron McGee e Michael Gemballa (soggetto); Ron McGee (sceneggiatura)

### Trama
Patton è costretto a mettersi in una situazione spiacevole lavorando con la sua ex moglie quando la sua sperimentazione clinica per veterani feriti viene hackerata.
- Altri interpreti: Kelly Hu (ex signora Patton)

## Le colpe dei padri
- Titolo originale: Sins of the Father
- Diretto da: James Whitmore Jr.
- Scritto da: Paul Guyot

### Trama
Il figlio di Wade, Danny, chiede aiuto a Pride dopo essere stato attaccato a casa della sua ragazza. Il direttore dell'NCIS ha incaricato Pride di incontrare un terapista per discutere del suo processo di risoluzione dei casi.

## Ragazzi di strada
- Titolo originale: Hard Knock Life
- Diretto da: Deborah Reinisch
- Scritto da: Talicia Raggs

## Ultimo capitolo
- Titolo originale: Mirror, Mirror
- Diretto da: Geary McLeod
- Scritto da: Brad Kern e Lynne E. Litt